# I'm with Stupid
"I'm with Stupid" je drugi singl američkog metal sastava Static-X s njihovog debitantskog studijskog albuma Wisconsin Death Trip.

## O pjesmi
Pjesma započinje izvikivanjem Waynea Statica stiha: "He's a loser, she said" ("On je gubitnik, rekla je"), te potom prelazi na brze gitarske riffove koji se ponavljaju kroz cijelu pjesmu. U pjesmi, čuje se ženski glas koji kaže: "So I grabbed my shovel, and I beat him in the skull and took him down. Then I grabbed a rope and I hogtied him." ("Pa sam uzela moju lopatu i udarila ga u glavu. Onda sam uzela uže i zavezala ga") Na pitanje Waynu Staticu što te riječi znače, odgovorio je da je na vjestima vidio ženu koja je to rekla, nakon što je svladala provalnika lopatom.  

## Videospot
U spotu, prikazan je sastav kako svira na pozornici, dok žena s lopatom proganja čudno biće iz prijašnjeg spota Statica-X. Na kraju spota, žena ga napadne, te se otkriva da je žena zapravo Wayne Static. Redatelj spota bio je David Meyers.